# Литвин Сергій Харитонович
Сергій Харитонович Литвин (нар. 5 січня 1950 Запруддя) — військовий історик, архівознавець, доктор історичних наук, професор, головний редактор журналу «Воєнна історія», чоловік письменниці Марії Матіос[неавторитетне джерело].

## Біографія
Народився на Волині. Здобув вищу військову та педагогічна освіту навчаючись спочатку в Сімферополі, де закінчив вище військове політичне училище (1975), а потім у Військово-політичній академії в Москві (1981—1984). Від 1991 р. кандидат історичних наук, з 1997 р. доцент. Ступінь доктора історичних наук отримав 2001-го року, захистивши докторську дисертацію на тему «Симон Петлюра у національно-визвольній боротьбі українського народу», професор з 2003 року.
- 1975—1981 — служба на офіцерських посадах (Забайкальський ВО).
- 1984—1995 — викладач історії, начальник кафедри українознавства Сімферопольського військово-політичного будівельного училища.
- 1995—2001 — заступник начальника факультету, докторант, старший викладач кафедри Севастопольського військово-морського інституту імені П. С. Нахімова.
- 2001—2006 — начальник кафедри історії війн та воєнного мистецтва, кафедри історії Національної академії оборони України.
- 2009—2012 — професор кафедри суспільних дисциплін КДАВТ ім. гетьмана Петра Конашевича-Сагайдачного.

З 2012 — професор кафедри НАКККіМ.
Спеціалізація воєнна історія, історія національно-визвольних змагань, джерелознавство, документознавство, архівознавство.

## Наукова та суспільна діяльність
Перебував на посаді голови спеціалізованої вченої ради із захисту кандидатських дисертацій за спеціальністю «воєнна історія» у Національній академії оборони України (2002—2004), з 2005 р. — член спецради з захисту докторських дисертацій в Інституті української історіографії та джерелознавства ім. М.Грушевського. Голова Кримської організації Спілки офіцерів України (1992—1995), Севастопольської організації СОУ (1996—1998), перший заступник голови Комітету громадських організацій «Крим з Україною — Соборність» (1993—1998), член Проводу Спілки офіцерів України (2001—2009), з 2009 р. — перший заступник голови Спілки офіцерів України.
З 2002 р. — заступник голови Всеукраїнської громадської організації «Український інститут воєнної історії».
З 2002 р. — головний редактор науково-популярного журналу «Воєнна історія».

## Наукові праці
Сергій Харитонович автор близько 100 праць з української історії в наукових та періодичних виданнях.

### Основні праці
- «За український Крим» (1997)
- «Симон Петлюра у 1917—1926 роках» (2000)
- «Суд історії: Петлюра і петлюрознавство» (2002)
- «Симон Петлюра у боротьбі за самостійну Україну» (2018)

### Вибрані публікації
- Невідомий Симон Петлюра (кілька принагідних зауваг до нової книги В. Сергійчука) // Пам'ять століть. — 1999. — № 6. — С. 149—152.
- Отаманщина в добу Директорії УНР (до оцінок проблеми в українській історіографії) // Вісник Київського університету ім. Т. Шевченка: Історія. — Вип. 45. — 1999. — С. 15-20.
- Постать Симона Петлюри: дискусійні оцінки в українській історіографії // Збірник наукових праць Інституту політичних і етнонаціональних досліджень НАН України. — К., 1999. — С. 171—197.
- Українська історіографія про вбивство Симона Петлюри // Вісник Київського університету: Історія . — Випуск 48. — 1999. — С. 54-58.
- Про військову діяльність Симона Петлюри // Історія України. — 2000. — Ч. 23-23. — С. 19-21.
- Історія однієї змови // Український історичний журнал. — 2000. — № 1. — С. 123—129.
- Непохитна віра в українську державність (три нововіднайдених листи С.Петлюри) // Пам'ять століть. — 2000. — № 5. — С. 137—144.
- Опір українського війська російсько-більшовицькій агресії у січні 1918 року. // Воєнна історія. — К., 2008. № 1. — С. 25-41.
- Воєнно-політичні обставини Другого Зимового походу Армії УНР 1921 року // Воєнна історія. — К., 2011. № 5. — С. 7-23.
- Синьоводська битва: 650 років протистояння в історії і політиці // Воєнна історія, 2013. — № 1. — С. 10-17.